# Barbu de Java
Psilopogon javensis
Synonymes
- Megalaima javensis (protonyme)

Espèce
Statut de conservation UICN

 NT  : Quasi menacé
Le Barbu de Java (Psilopogon javensis) est une espèce d'oiseaux de la famille des Megalaimidae, endémique à l'Indonésie (Java et Bali).